# Delta-endotossina

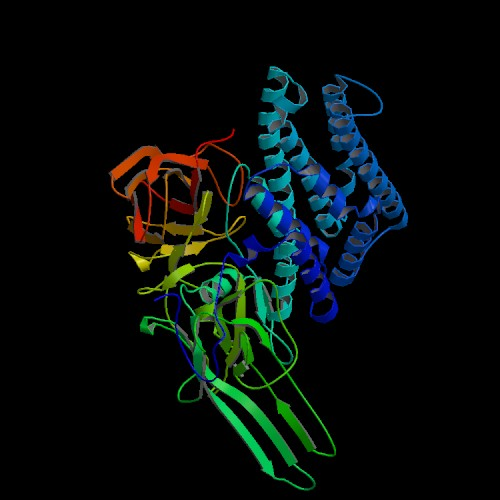
Delta-endotossina Cry2Aa

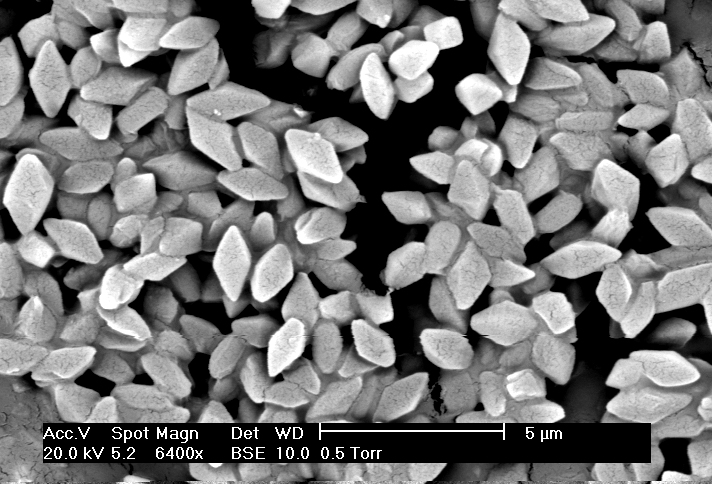
Cristalli di delta-endotossina osservati al microscopio elettronico a scansione

Le delta-endotossine (δ-endotossine) o tossine Bt, chiamate anche Cry e Cyt tossine, sono endotossine proteiche prodotte da alcuni ceppi del batterio Bacillus thuringiensis. Sono utili per la loro azione insetticida. Quando viene ingerito mediante vegetali contaminati, il batterio sporula nell'ospite liberando le delta-endotossine (innocue per l'essere umano, poiché occorre pH>9 che si trova invece nell'intestino degli insetti) che danneggiano il tratto digerente delle larve di Ditteri come le zanzare o causando nei bruchi di molti Lepidotteri una malattia paralitica.
Le delta-endotossine sono contenute all'interno di cristalli che si dissolvono in particolari condizioni presenti a livello intestinale di alcuni insetti. Al fine di favorire la solubilizzazione del cristallo il pH deve essere alcalino (pH >9). Le delta-endotossine sono estremamente specifiche ed interagiscono con l'intestino di determinate specie d'insetti.